# Irma Roy
Irma Carolina Gugliermo, más conocida como Irma Roy (Buenos Aires, 10 de junio de 1932-Ib., 14 de junio de 2016), fue una actriz y política argentina. Fue la madre de la actriz argentina Carolina Papaleo.

## Carrera

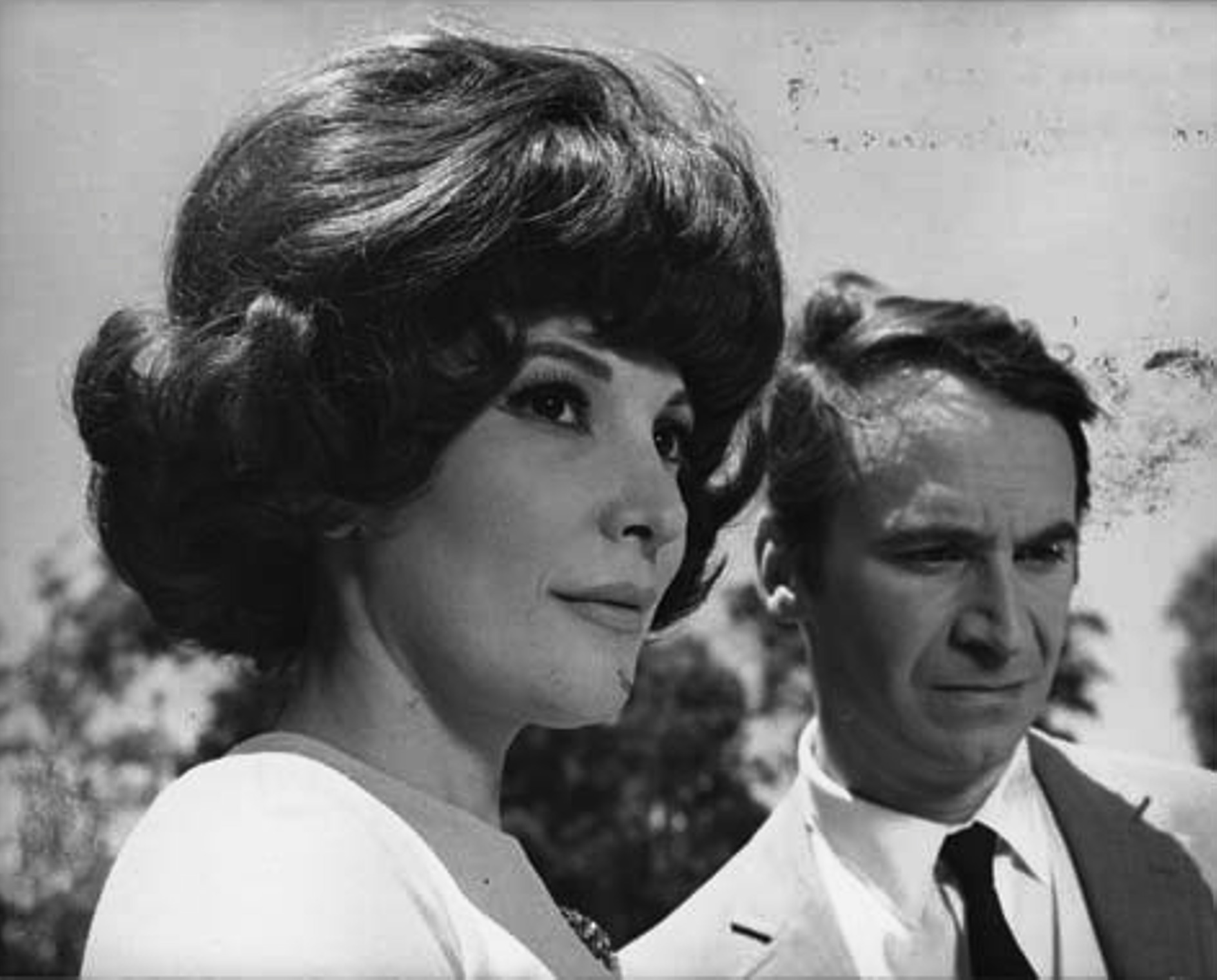
Irma Roy y Juan Carlos Altavista en 1968.

Inició su carrera artística en los años 1940 luego de egresar del Conservatorio Nacional de Arte Escénico.
En 1950 realiza su primera aparición cinematográfica con Los Cinco Grandes del Buen Humor en Cinco grandes y una chica, de Augusto César Vatteone, y luego realizó 11 películas más, entre ellas Al compás de tu mentira (1950), de Héctor Canziani, El hermoso Brummel (1951), con Delfy de Ortega, Caídos en el infierno (1954), de Luis César Amadori, Mi marido y mi novio, con Héctor Calcaño, y Requiebro (1955), producida por Artistas Argentinos Asociados (AAA), entre otras.
En sus primeras intervenciones cinematográficas figuró en los títulos de crédito como Irma Roig, debido a que se pensaba que era hija de la actriz Maruja Roig; y fue parte de obras teatrales como ¡Tal como somos! y Flores de acero. Compartió cartel con figuras del espectáculo como Nelly Láinez, Pepita Muñoz, Jorge Luz y Zelmar Gueñol.
En los años 1960 con su esposo apareció en Los viciosos, de Argentina Sono Film. Al morir su marido fue convocada por Alejandro Romay para protagonizar el dramático romance Simplemente María, telenovela que fue un éxito, la consagró y le dio popularidad. Participó en televisión activamente en ciclos como El cielo es para todos (1962), con guiones de Nené Cascallar, El día nació viejo (1964), por Canal 9, El amor tiene razón (1965), al lado de Beatriz Día Quiroga, Alta comedia (1965), con 90 minutos de duración y en Canal 9. Y telenovelas de gran éxito como Simplemente María, Lucía Sombra, Frente a la Facultad, Trampa para un play boy (1969), donde compuso el personaje de Sybiola, Alguien como usted (1973), haciendo varias interpretaciones al lado de Hugo Arana, El teatro de Irma Roy (1983), encabezando piezas dramáticas, Alguien como vos (1984-86), con Alicia Aller y Vínculos (1987), transmitido por Canal 13. Sufrió al igual que su marido, la presión del Gobierno militar con la instauración del golpe de Estado de 1976, por lo que toda la familia se vio obligada a exiliarse hasta 1983, con la asunción de Raúl Alfonsín. En 1989 realizó su última aparición cinematográfica en DNI (La otra historia), de Luis Brunati.
Después de realizar una larga carrera artística se dedicó a la política e integró la lista de diputados y de legisladores cuando la Argentina recuperó la democracia, perteneciendo al justicialismo. Irma Roy fue una de las impulsoras de la ley de cupo femenino y entre sus proyectos se distinguen los cambios que propuso para la ley de adopción y creación de la ley de violencia familiar.
En 1999 estuvo relacionada al hecho de elegir un nuevo dueño para ATC, y en el 2000 fue candidata a la Jefatura de Gobierno por Unión por Buenos Aires y por la lista de PAIS, que también la postula como primera legisladora. Durante sus primeros años de diputada se recibió de psicóloga social y en 2001, cuando era aliada de Gustavo Béliz y candidata a diputada, Roy se vio envuelta en una polémica al revelarse que cobraba una alta jubilación a la par de su sueldo de legisladora porteña, por lo que renunció al primer cargo.
En 2004 se la pudo apreciar de nuevo en la actuación durante un breve rol en un radioteatro: Tal como somos, con Nelly Prince. Diputada Nacional, representó desde el 1/12/2001 y hasta el 10/12/2005 a la Capital Federal por el Partido Justicialista (PJ). Fue varias veces diputada nacional y desde el año 2000 al 2001 fue legisladora porteña. Fue presidenta de la Comisión de Cultura y vocal de las Comisiones de "Defensa del Consumidor", "Análisis y Seguimiento de las Normas Tributarias y Previsionales" y de la "Familia, Mujer, Niñez y Adolescencia".
En 2005 volvió a la TV con Amor en custodia, donde encarnó a Mercedes Achaval Urien, una rica materialista y de vasta cultura, figurando en los últimos capítulos por Telefe que tuvo altos picos de rating y fue una de las telenovelas más exitosas. En 2008 protagonizó Flores de acero, que se mantuvo varias temporadas en el teatro El Nacional actuando con su hija, Nora Cárpena, María Rosa Fugazot y Norma Pons.
En sus últimos años de vida continuó actuando especialmente en el medio televisivo y teatral.  En 2009, al lado de Dalma Maradona, realizó un protagónico en Fuego entre mujeres, en homenaje al cantante Sandro en el Teatro Petit Tabarís.
Recientemente integró el elenco de la Compañía Porteña de Teatro Clásico, dirigida por Daniel Rodríguez Viera, protagonizando las obras No hay que llorar y Los árboles mueren de pie. En 2015 protagonizó radioteatros en el ciclo "La radio en el teatro", dirigido por Víctor Agú.

## Vida privada
Hasta 1963 estuvo casada con el actor Eduardo Cuitiño, de quien enviudó y luego, contrajo matrimonio con el periodista Osvaldo Papaleo, con quien tuvo una hija: la actriz Carolina Papaleo.

## Fallecimiento
La actriz y exdiputada Irma Roy falleció el 14 de junio de 2016 luego de estar diez días internada tras una fuerte caída sufrida en su casa y de la que no se pudo recuperar. Sus restos fueron velados y descansan en el panteón de la Asociación Argentina de Actores del cementerio de La Chacarita.

## Filmografía
- 1989: DNI (La otra historia)
- 1973: Las venganzas de Beto Sánchez
- 1973: Siempre fuimos compañeros
- 1968: El derecho a la felicidad
- 1962: Los viciosos
- 1955: Requiebro
- 1955: Mi marido y mi novio
- 1954: Caídos en el infierno
- 1951: El hermoso Brummel
- 1950: Historia de una noche de niebla
- 1950: Al compás de tu mentira
- 1950: Cinco grandes y una chica
- 1948: La serpiente de cascabel